# Thomas Kuchel
Thomas Henry Kuchel (ur. 15 sierpnia 1910 w Anaheim, zm. 21 listopada 1994 w Beverly Hills) – amerykański polityk, członek Partii Republikańskiej.

## Działalność polityczna
Od 1936 do 1939 zasiadał w Zgromadzeniu Stanowym Kalifornii, a od 1940 do 1945 w Senacie stanu Kalifornia. W okresie od 2 stycznia 1953 do 3 stycznia 1969 był senatorem Stanów Zjednoczonych z Kalifornii (3. Klasa).